# Dany Brillant
Dany Brillant (Daniel Cohen-Biran: Túnez, 28 de diciembre de 1965) es un cantante francés de origen tunecino.
En junio del 2005, Brillant apareció en Les stars chantent leurs idoles, en France 2, con Julio Iglesias e Il Divo.

## Discografía

### Álbumes
- C'est ça qui est bon (1991)
- C'est toi (1993)
- Havana (1996)
- Nouveau jour (1999)
- Dolce Vita (October 2001)
- Jazz... à la Nouvelle Orléans (2004)
- Casino (2005)
- Viens dancer (2007)
- Puerto Rico (2009)
- Viens à Saint-Germain (2012)
- Le dernier romantique (2014)